# حسن شبل
حسن شبل ممثل مصري من نجوم الصف الثاني بدأ مشواره الفني في ستينات القرن العشرين في المسرح والتلفزيون وأيضاً السينما وحصيلة نشاطه تقترب من 200 عمل أغلبها في مسلسلات التلفزيون.

## أهم أعماله
- اليتيم والذئاب 1993
- مسلسل «العار» للمخرج شيرين عادل عام 2010 [6]

- مسلسل «بوابة المتولي» للمخرج فؤاد عبد الجليل عام 1994[7]
- فيلم الهروب للمخرج عاطف الطيب عام 1991.
- مسلسل «لا إله إلا الله ج2» للمخرج أحمد طنطاوي عام 1986[8]
- مسلسل «أحلام الفتى الطائر» للمخرج محمد فاضل 1978[9]
- مسرحية «البغل في الإبريق» للمخرج جلال غنيم عام 1967[10]

## وصلات خارجية
https://elcinema.com/person/1108915 حسن شبل
https://dhliz.com/artist/qHK9_pDyrps/ حسن شبل
https://karohat.com/Person/93467eff-0cef-4fbc-960e-f5e866062e5c حسن شبل